# Suor inglês
O suor inglês, também conhecido como doença do suor, doença inglesa do suor, ou em latim sudor anglicus, foi uma doença misteriosa e contagiosa que atingiu a Inglaterra e posteriormente a Europa continental numa série de epidemias a partir de 1485. Outros grandes surtos da doença do suor inglesa ocorreram em 1508, 1517 e 1528, com o último surto em 1551, após o qual a doença aparentemente desapareceu. O início dos sintomas era repentino, com a morte frequentemente ocorrendo dentro de horas. As epidemias de doença do suor eram únicas em comparação com outros surtos de doenças da época: enquanto outras epidemias eram tipicamente urbanas e duradouras, os casos da doença do suor aumentavam e diminuíam muito rapidamente, afetando intensamente as populações rurais. Sua causa permanece desconhecida, embora tenha sido sugerido que uma espécie desconhecida de hantavírus fosse responsável.

## Sinais e sintomas

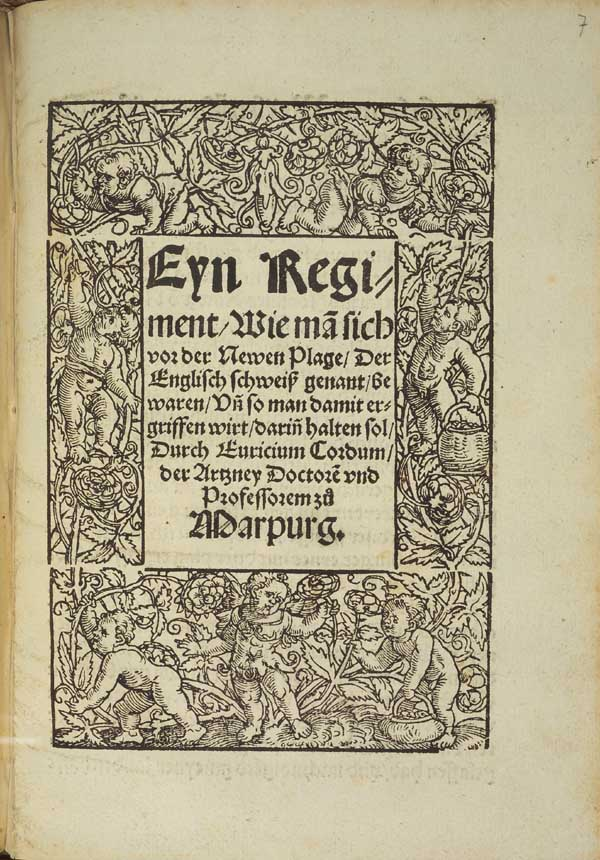
Publicação de Euricius Cordus em Marburg, 1529, onde se encontra parte dos escritos sobre a doença do suor

John Caius, médico em Shrewsbury em 1551, aquando da ocorrência de um surto, descreveu os sintomas e sinais da doença na obra «Um Livro ou Conselho Contra a Doença Comummente Chamada de Suor, ou Doença do Suor» (1552), que é a principal fonte histórica sobre a doença.
Começava muito repentinamente, com uma sensação de mal-estar, seguida por calafrios (às vezes muito violentos), tonturas, dor de cabeça e dores intensas no pescoço, ombros e membros, com grande exaustão. A fase fria poderia durar de meia hora a três horas, após o que começava a fase quente e de transpiração. O suor característico surgia repentinamente sem qualquer causa óbvia. Um calor, dor de cabeça, delírio, pulso rápido e sede intensa acompanhavam o suor. Palpitação e dor no coração eram sintomas frequentes. Não foram observadas erupções cutâneas pelos observadores. Nas últimas fases, havia ou exaustão geral e colapso ou um desejo irresistível de dormir, que Caius considerava fatal se o paciente fosse permitido ceder a ele. Um ataque não produzia imunidade, e algumas pessoas sofriam vários episódios antes de morrerem. A doença geralmente durava um dia inteiro antes da recuperação ou morte ocorrer. A doença tendia a ocorrer no verão e no início do outono.
Thomas Forestier, um médico durante o primeiro surto, forneceu um relato escrito de suas próprias experiências com a doença do suor em 1485. Forestier enfatizou muito a falta de ar súbita comummente associada às horas finais dos pacientes. Forestier afirmou em um relato escrito para outros médicos que "vapores repugnantes" haviam se congregado ao redor do coração e dos pulmões. Suas observações apontam para um componente pulmonar da doença.

## Transmissão
A transmissão, na sua maioria continua a apresentar-se um mistério para a medicina moderna, havendo poucos elementos de prova escrita que possam servir-lhe de base.
Apesar de afetar grandemente as classes rurais e trabalhadoras da época, a doença do suor não discriminava, pois era igualmente provável afetar homens jovens e aparentemente saudáveis, incluindo aqueles das classes elite ou privilegiadas. Com base em relatos, a taxa de mortalidade entre as vítimas era maior em homens com idades entre 30 e 40 anos. O facto de infectar todos os níveis da sociedade, dos ricos aos pobres, rendeu à doença do suor vários apelidos, como "Stoop Gallant" ou "Stoop Knave", referindo-se a como as castas "orgulhosas" eram forçadas a se "curvar" e encarar sua própria humanidade, assim renunciando ao seu status superior.
O grande número de pessoas presentes em Londres para testemunhar a coroação de Henrique VII pode ter operado como um factor de aceleração da propagação da doença, bem como de muitos outros patógenos transmitidos pelo ar.

## Causa
A causa desta doença, até os dias atuais, permanece desconhecida. Têm havido comentadores, quer da época, quer de hoje em dia, que apontam as culpas para os fracos sistemas de saneamento, a má higiene e o abastecimento de água contaminada. O primeiro surto confirmado foi em agosto de 1485, no final das Guerra das Rosas, levando à especulação de que pudesse ter sido trazido de França por mercenários franceses. No entanto, um surto anterior pode ter afetado a cidade de York em junho de 1485, antes do desembarque do exército de Henrique Tudor, embora os relatos dos sintomas dessa doença não sejam adequados o suficiente para ter certeza. Independentemente disso, a Crônica de Croyland menciona que Thomas Stanley, 1º Conde de Derby, citou a doença do suor como motivo para não se juntar ao exército de Ricardo III antes da Batalha de Bosworth.
A febre recorrente, uma doença transmitida por carrapatos e piolhos, foi proposta como uma possível causa. Ocorre com mais frequência durante os meses de verão, assim como a doença do suor original. No entanto, a febre recorrente é marcada por uma crosta preta proeminente no local da picada de carrapato e uma subsequente erupção cutânea.
A sugestão de envenenamento por ergotismo foi descartada devido à Inglaterra ter muito menos centeio (a principal causa do ergotismo) do que o restante da Europa.
Pesquisadores observaram sobreposições de sintomas com a síndrome pulmonar por hantavírus e propuseram um hantavírus desconhecido como a causa. Espécies de hantavírus são doenças zoonóticas carregadas por morcegos, roedores e vários insetívoros. O compartilhamento de tendências semelhantes sugere que a doença do suor inglesa pode ter sido transmitida por roedores. A epidemiologia do hantavírus se correlaciona com as tendências da doença do suor inglesa. As infecções por hantavírus geralmente não afetam crianças ou idosos e afetam principalmente adultos de meia-idade. Ao contrário da maioria das epidemias da Idade Média, a doença do suor inglesa também afetava predominantemente pessoas de meia-idade. Uma crítica a essa hipótese é que os hantavírus modernos, ao contrário da doença do suor, não desaparecem aleatoriamente e podem ser vistos afetando pessoas isoladas. Outra é que a doença do suor era pensada para ser transmitida de humano para humano, enquanto os hantavírus raramente são transmitidos dessa forma. No entanto, a infecção via contacto humano foi sugerida em surtos de hantavírus na Argentina.
Em 2004, o microbiologista Edward McSweegan sugeriu que a doença poderia ter sido um surto de envenenamento por antraz, tendo hipotizado que as vítimas poderiam ter sido infectadas com esporos de antraz presentes em lã crua ou em carcaças de animais infectados, e propôs a exumação das vítimas para que se efectuassem testes.
Foram feitas várias tentativas para desvendar a origem da doença, com recurso a métodos de biologia molecular, mas, até agora, todos falharam, devido à falta de DNA ou RNA.